# Camera thoracica
Camera thoracica är en stekelart som först beskrevs av Szepligeti 1916.  Camera thoracica ingår i släktet Camera och familjen brokparasitsteklar. Inga underarter finns listade.